# Saulces-Champenoises
Saulces-Champenoises is een gemeente in het Franse departement Ardennes (regio Grand Est) en telt circa 231 inwoners (2019). De plaats maakt deel uit van het arrondissement Vouziers.

## Geografie
De oppervlakte van Saulces-Champenoises bedraagt 23,0 km², de bevolkingsdichtheid is 7,9 inwoners per km².
De onderstaande kaart toont de ligging van Saulces-Champenoises met de belangrijkste infrastructuur en aangrenzende gemeenten.

## Demografie
Onderstaande figuur toont het verloop van het inwonertal (bron: INSEE-tellingen).

Vanwege een beveiligingsprobleem met de MediaWiki Graph-software is het momenteel niet mogelijk deze grafiek weer te geven. Zodra de software is bijgewerkt zal de grafiek vanzelf weer zichtbaar worden.

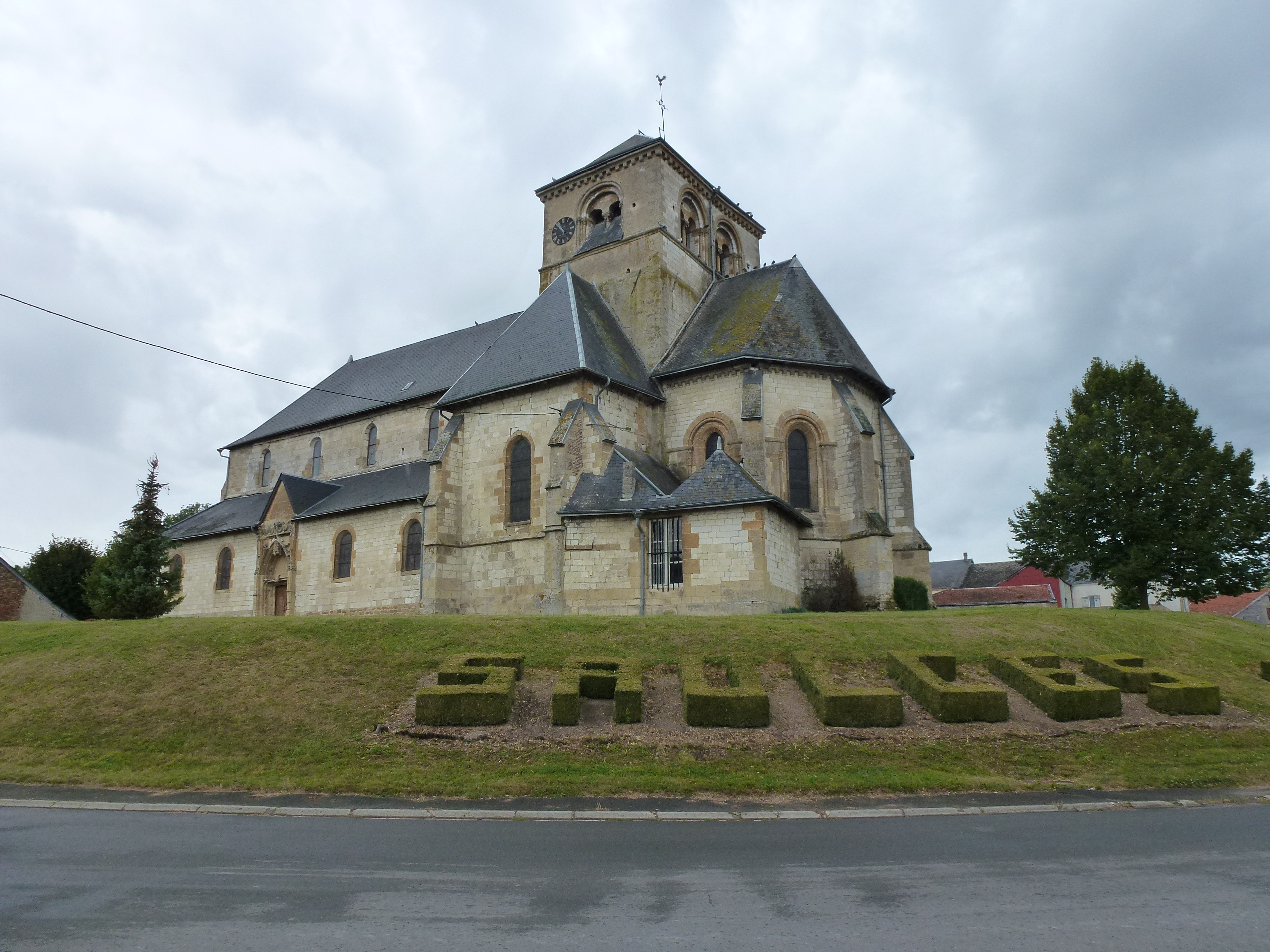
Kerk
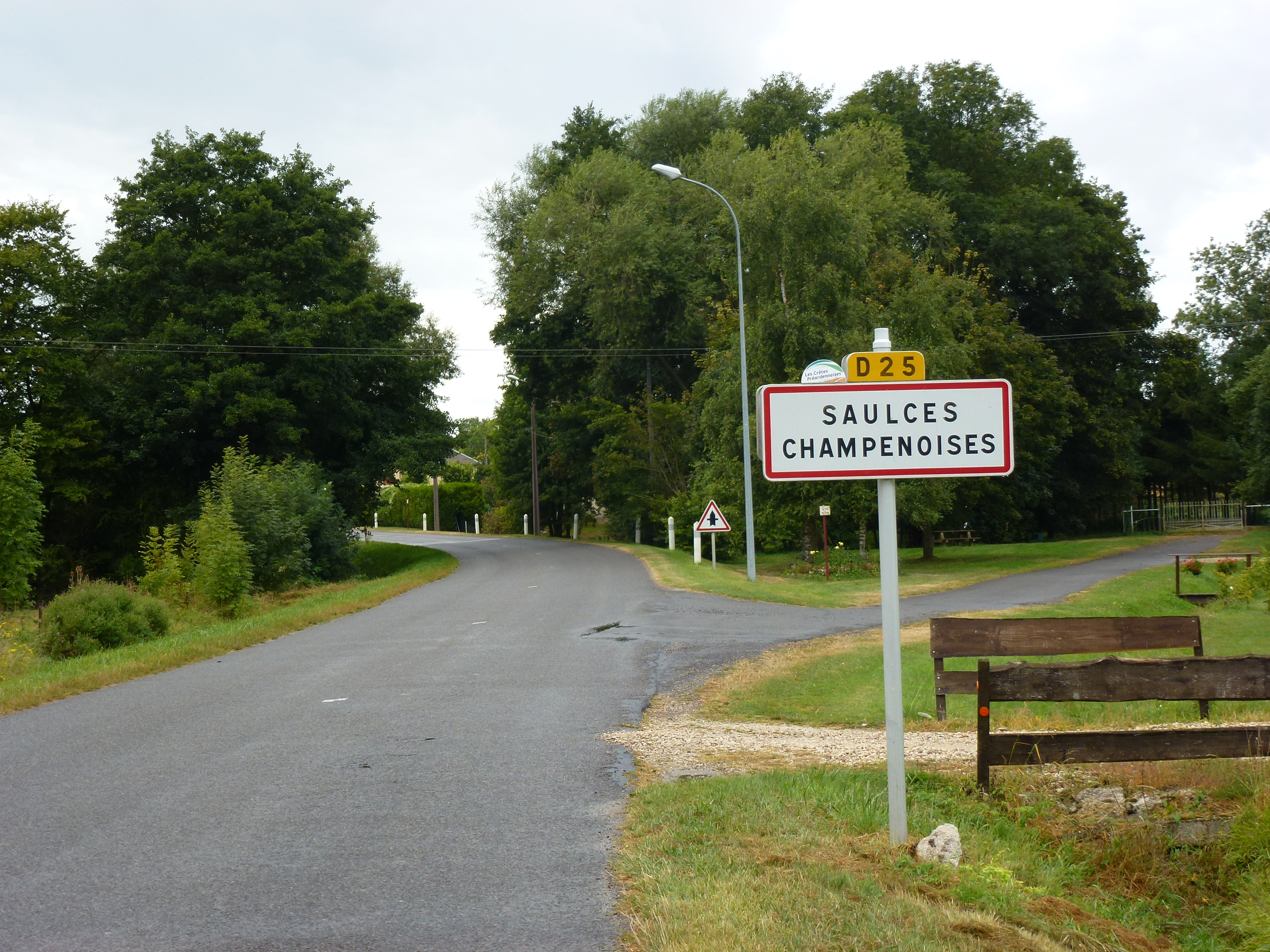
Entree van Saulces-Champenoises
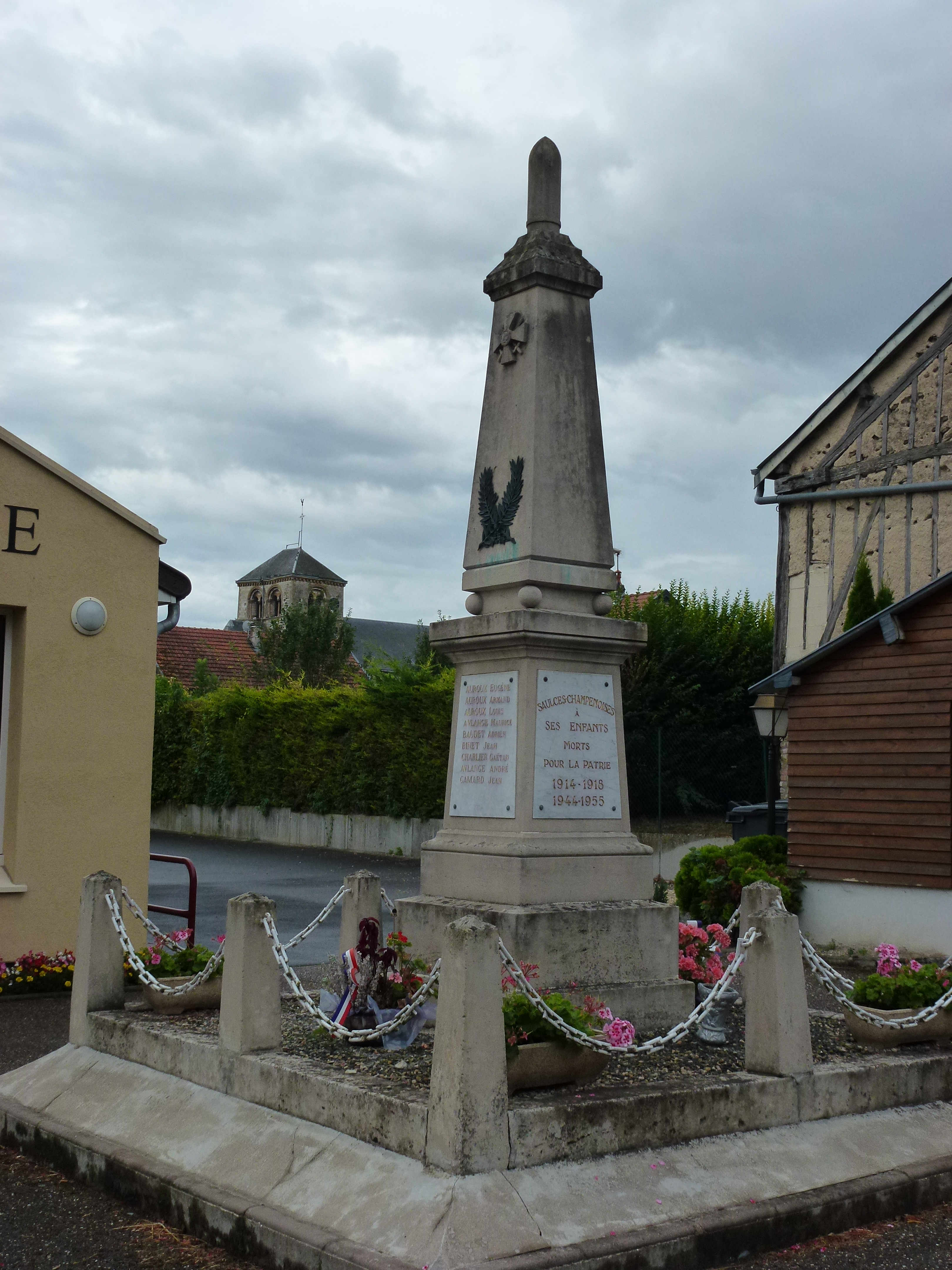
Oorlogsmonument
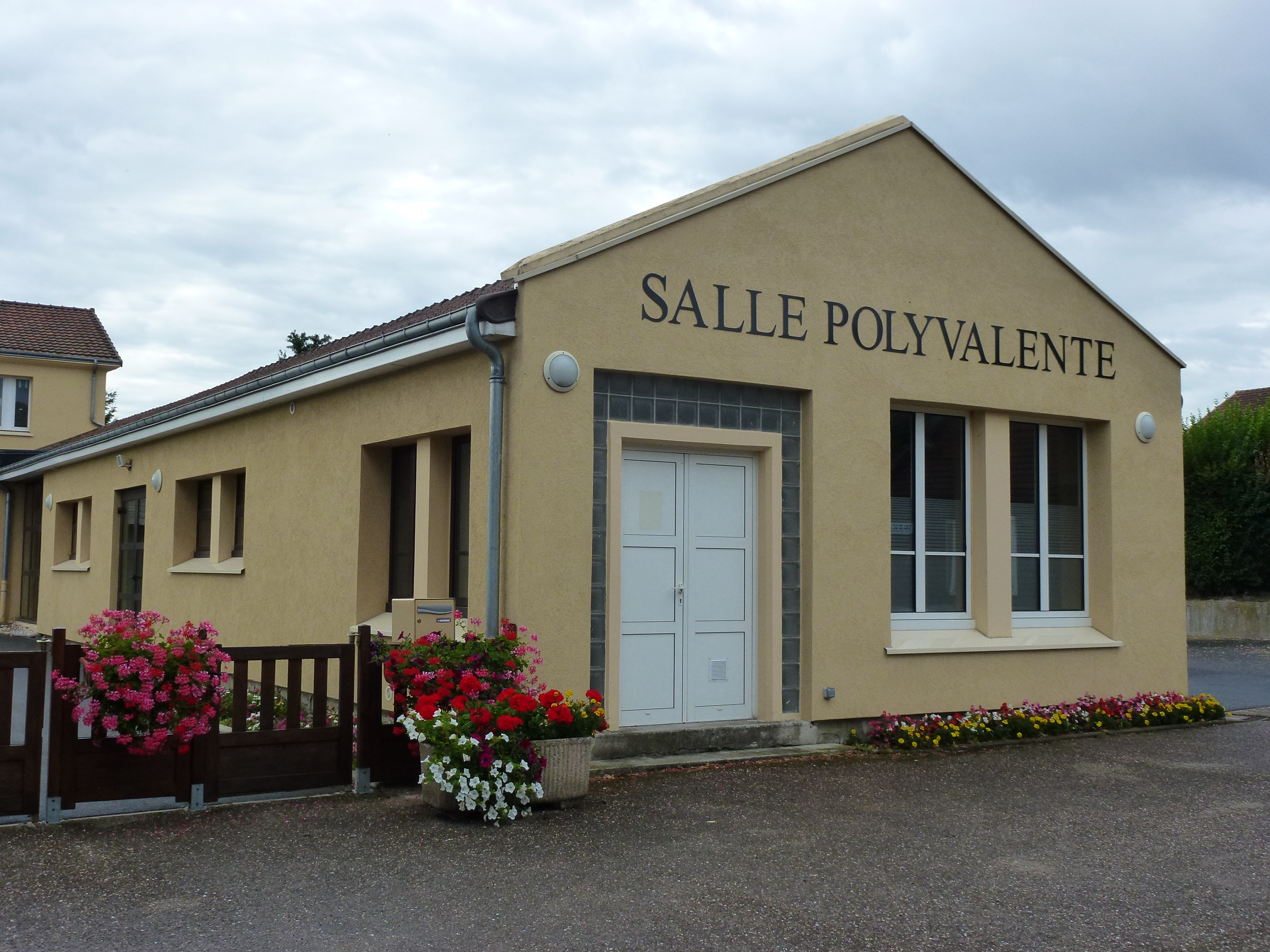
Dorpshuis